# Luke Jensen
Pour les articles homonymes, voir Jensen.
Luke Jensen, né le 18 juin 1966 à Grayling (Michigan), est un joueur de tennis américain, professionnel de 1987 à 2003.
Son surnom de « Dual Hand Luke » provient du fait qu'il est ambidextre au service, il est en effet capable de servir à plus de 200 km/h de la main droite comme de la gauche.
Il est le frère aîné de Murphy Jensen, avec lequel il a joué en double. Il a des sœurs jumelles Rachel-Ann et Rebecca (nées en 1972). La première a été brièvement professionnelle entre 1991 et 1995, tandis que la seconde a joué principalement en double entre 1994 et 2000. En 1995, les quatre frères et sœurs intègrent tous ensemble le tableau de double de l'Open d'Australie.

## Carrière
Numéro 2 junior en simple et en double en 1984, il atteint les demi-finales de Roland-Garros et de l'US Open ainsi que les quarts à Wimbledon. Il fut ensuite membre de l'Université de Californie du Sud de 1986 à 1987.
Jamais mieux classé que 168e en simple, sa meilleure performance est un titre à Brest en 1988. Dès 1990, il se concentre sur les tournois en double où il joue tout d'abord avec Richey Reneberg et Charles Beckman. En 1991, il se distingue en remportant le Masters Series de Monte-Carlo, puis en atteignant la finale à Rome avec Laurie Warder. Ils participent en fin d'année au Masters de tennis à Johannesburg et s'inclinent en poule. Il atteint en mars 1992 la 13e place mondiale.
En 1993, il fait le choix de jouer exclusivement avec son frère Murphy Jensen qui commence sa carrière. Ils créent la surprise en s'imposant à Roland-Garros. Il obtient son meilleur classement début novembre à la 6e place. En revanche, ils sont sèchement éliminés en poule du Masters, encaissant notamment une défaite 6-0, 6-0 contre les n°1 mondiaux Grant Connell et Patrick Galbraith. Ensemble, ils remportent 4 tournois ATP, deux Challenger et disputent 7 autres finales jusqu'en 1997.
En difficulté en double, il s'aligne de nouveau dans quelques tournois en simple à partir de 1995. En 1996, à Memphis, alors classé 419e, il bat le no 3 mondial Andre Agassi (6-2, 6-4),. Après une mauvaise saison 1998 où il ne gagne que 7 matchs, il s'éloigne du circuit pendant un temps à cause de blessures au genou, avant de revenir quelques mois en 2000 et 2001 sans grand succès. Il dispute son dernier match officiel toujours avec son frère à San José en 2006.
Il est désormais consultant TV pour ESPN et entraîneur de l'équipe de tennis de l'Université de Syracuse.
Luke et Murphy Jensen ont formé sur le circuit une paire de double originale et peu conventionnelle. Avec leurs bandanas et leurs lunettes Oakley, ces fans de musique rock aux cheveux long et aux vestes en cuir ont un temps joué dans un groupe avec Jim Courier et Patrick McEnroe. Ils se sont distingués une fois lors d'un tournoi en Californie en débarquant sur le courts au guidon d'une Harley-Davidson.

## Parcours dans les tournois duGrand Chelem

### En simple
| Année | Open d'Australie | Open d'Australie | Internationaux de France | Internationaux de France | Wimbledon | Wimbledon | US Open         | US Open    | Open d'Australie | Open d'Australie |
| ----- | ---------------- | ---------------- | ------------------------ | ------------------------ | --------- | --------- | --------------- | ---------- | ---------------- | ---------------- |
| 1985  | n.o.             | n.o.             | —                        | —                        | —         | —         | 2e tour (1/32)  | B. Gilbert | —                | —                |
| 1986  | n.o.             | n.o.             | —                        | —                        | —         | —         | 2e tour (1/32)  | A. Järryd  | n.o.             | n.o.             |
| 1987  | —                | —                | —                        | —                        | —         | —         | —               | —          | n.o.             | n.o.             |
| 1988  | —                | —                | —                        | —                        | —         | —         | —               | —          | n.o.             | n.o.             |
| 1989  | —                | —                | —                        | —                        | —         | —         | —               | —          | n.o.             | n.o.             |
| 1990  | —                | —                | —                        | —                        | —         | —         | —               | —          | n.o.             | n.o.             |
| 1991  | —                | —                | —                        | —                        | —         | —         | —               | —          | n.o.             | n.o.             |
| 1992  | —                | —                | —                        | —                        | —         | —         | —               | —          | n.o.             | n.o.             |
| 1993  | —                | —                | —                        | —                        | —         | —         | —               | —          | n.o.             | n.o.             |
| 1994  | —                | —                | —                        | —                        | —         | —         | —               | —          | n.o.             | n.o.             |
| 1995  | 1er tour (1/64)  | J. Golmard       | —                        | —                        | —         | —         | 1er tour (1/64) | T. Muster  | n.o.             | n.o.             |

N.B. : à droite du résultat se trouve le nom de l'ultime adversaire.

### En double
| Année | Open d'Australie          | Open d'Australie         | Internationaux de France  | Internationaux de France | Wimbledon                 | Wimbledon               | US Open                   | US Open                     | Open d'Australie | Open d'Australie |
| ----- | ------------------------- | ------------------------ | ------------------------- | ------------------------ | ------------------------- | ----------------------- | ------------------------- | --------------------------- | ---------------- | ---------------- |
| 1984  | n.o.                      | n.o.                     | —                         | —                        | —                         | —                       | 1er tour (1/32) McEnroe   | Ti. Gullikson To. Gullikson | —                | —                |
| 1985  | n.o.                      | n.o.                     | —                         | —                        | —                         | —                       | 2e tour (1/16) McEnroe    | P. McNamara P. McNamee      | —                | —                |
| 1986  | n.o.                      | n.o.                     | —                         | —                        | —                         | —                       | —                         | —                           | n.o.             | n.o.             |
| 1987  | —                         | —                        | —                         | —                        | —                         | —                       | 1er tour (1/32) Caswell   | M. Flur D. Tarr             | n.o.             | n.o.             |
| 1988  | —                         | —                        | 1er tour (1/32) R. Acuña  | J. Nyström M. Pernfors   | 1er tour (1/32) Basham    | B. Dyke T. Nijssen      | 2e tour (1/16) B. Pearce  | A. Gómez A. Järryd          | n.o.             | n.o.             |
| 1989  | —                         | —                        | —                         | —                        | —                         | —                       | 1/4 de finale Wheaton     | P. Annacone van Rensburg    | n.o.             | n.o.             |
| 1990  | 2e tour (1/16) Wheaton    | D. Cahill Kratzmann      | 2e tour (1/16) Beckman    | Stoltenberg Woodbridge   | 1er tour (1/32) Beckman   | S. DeVries J. Rive      | 2e tour (1/16) Beckman    | J. Brown S. Melville        | n.o.             | n.o.             |
| 1991  | —                         | —                        | 1/4 de finale L. Warder   | J. Fitzgerald A. Järryd  | 2e tour (1/16) L. Warder  | T. Nijssen C. Suk       | 2e tour (1/16) L. Warder  | M. Lucena Pedersen          | n.o.             | n.o.             |
| 1992  | 1/8 de finale L. Warder   | R. Krajicek J. Siemerink | 1/4 de finale L. Warder   | D. Adams Olhovskiy       | 1/8 de finale L. Warder   | P. McEnroe J. Stark     | 1er tour (1/32) L. Warder | T. Ho T. Martin             | n.o.             | n.o.             |
| 1993  | 2e tour (1/16) M. Jensen  | K. Kinnear S. Salumaa    | Victoire M. Jensen        | Goellner D. Prinosil     | 2e tour (1/16) M. Jensen  | P. Hand C. Wilkinson    | 2e tour (1/16) M. Jensen  | D. Flach D. Witt            | n.o.             | n.o.             |
| 1994  | 2e tour (1/16) M. Jensen  | J. Apell J. Björkman     | 1/8 de finale M. Jensen   | Woodbridge Woodforde     | 1er tour (1/32) M. Jensen | P. Annacone D. Flach    | 1/8 de finale M. Jensen   | P. McEnroe J. Palmer        | n.o.             | n.o.             |
| 1995  | 2e tour (1/16) M. Jensen  | S. Draper Tramacchi      | 1/4 de finale M. Jensen   | T. Ho B. Steven          | 1er tour (1/32) M. Jensen | S. Noteboom F. Wibier   | 1/8 de finale M. Jensen   | B. Black J. Stark           | n.o.             | n.o.             |
| 1996  | 1er tour (1/32) M. Jensen | R. Gilbert G. Raoux      | 1er tour (1/32) M. Jensen | J. Arrese Pescosolido    | 1er tour (1/32) M. Jensen | J. Björkman N. Kulti    | 1er tour (1/32) M. Jensen | J. Eltingh P. Haarhuis      | n.o.             | n.o.             |
| 1997  | 1er tour (1/32) M. Jensen | B. Black G. Connell      | 1/8 de finale M. Jensen   | K. Braasch Knippschild   | 1er tour (1/32) M. Jensen | Philippoussis P. Rafter | 1er tour (1/32) M. Jensen | P. Nyborg S. Sargsian       | n.o.             | n.o.             |
| 1998  | —                         | —                        | 1er tour (1/32) M. Jensen | P. Kilderry K. Kinnear   | 1er tour (1/32) M. Jensen | D. Flach Van Emburgh    | 1/8 de finale M. Jensen   | M. Damm J. Grabb            | n.o.             | n.o.             |
| 1999  | —                         | —                        | —                         | —                        | —                         | —                       | 1er tour (1/32) M. Jensen | Olhovskiy D. Prinosil       | n.o.             | n.o.             |
| 2000  | 1er tour (1/32) M. Jensen | D. Hrbatý E. Taino       | —                         | —                        | —                         | —                       | —                         | —                           | n.o.             | n.o.             |

N.B. : le nom du ou de la partenaire se trouve sous le résultat ; le nom des ultimes adversaires se trouve à droite.

### En double mixte
| Année | Open d'Australie               | Open d'Australie         | Internationaux de France | Internationaux de France | Wimbledon | Wimbledon | US Open | US Open |
| ----- | ------------------------------ | ------------------------ | ------------------------ | ------------------------ | --------- | --------- | ------- | ------- |
| 1995  | 1er tour (1/16) Brenda Schultz | Lisa Raymond David Adams |                          |                          |           |           |         |         |

N.B. : le nom de la partenaire se trouve sous le résultat ; le nom des ultimes adversaires se trouve à droite.